# عادا یونات
عادا یونات (به عبری: עדה יונת) شیمی‌دان و بلورشناس اسرائیلی است که به خاطر فعالیتش در زمینه کشف ساختار و کارکرد روند تکوین پروتئین در سلول‌ها، جایزه نوبل شیمی سال ۲۰۰۹ را دریافت کرده‌است. او ریاست بخش تحقیقاتی مؤسسه عالی علوم وایزمن را عهده‌دار می‌باشد. یونات هم‌چنین عضو آکادمی ملی علوم آمریکا و سازمان زیست‌شناسی مولکولی اروپا می‌باشد. او تحقیقات خود را در زمینه بیوسنتز پروتئین از طریق بلورشناسی ریبوزوم آغاز کرد.
عادا یونات، در سال ۱۹۸۰ اولین کریستال ریبوزوم را ساخت. او هم‌چنین در سال ۲۰۰۶ میلادی، جایزه ولف در شیمی را از آن خود کرد.

## خانواده و زندگی
او در سال ۱۹۳۹ در اورشلیم به دنیا آمد. والدین او از مهاجران لهستانی باورمنده به جنبش صهیونیسم بودند که قبل از تأسیس کشور اسرائیل به قیمومیت بریتانیا بر فلسطین مهاجرت کرده بودند. خانواده او در اورشلیم اقامت داشتند. پدر او یک خاخام بود و با کمک مادر عادا، در یکی از مناطق مذهبی اورشلیم، یک مغازه خواربار فروشی را برای گذران زندگی اداره می‌کردند.
او دخترخاله روچاما مارتون، روان‌شناس و فعال حقوق بشر اسرائیلی است.

## تحصیلات
عادا یونات، مدرک کارشناسی خود را از دانشگاه عبری اورشلیم در رشته شیمی و مدرک کارشناسی ارشد خود را نیز از دانشگاه عبری اورشلیم در رشته بیوشیمی دریافت کرد. در سال ۱۹۶۸، موفق به دریافت مدرک دکترای خود از مؤسسه عالی علوم وایزمن، در رشته بلورشناسی شد.

## جایزه نوبل شیمی

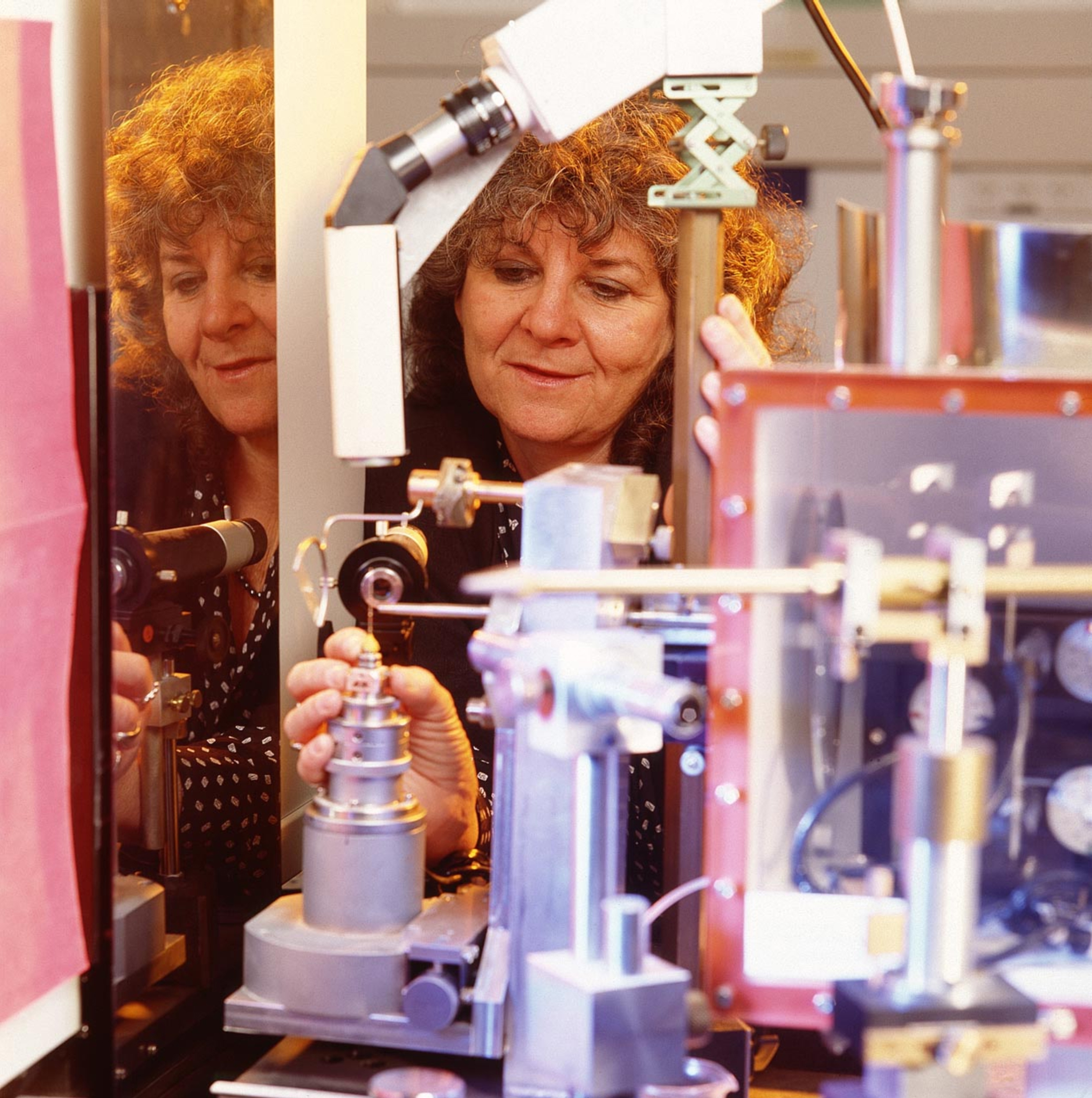
عادا یونات در مؤسسه علوم وایزمن

آکادمی سلطنتی علوم سوئد، جایزه نوبل شیمی سال ۲۰۰۹ را به عادا یونات و دو دانشمند آمریکایی به نام‌های توماس استیتز و ونکاترامان راماکریشنان اعطاء کرد.

پروفسور عادا یونات، پس از شنیدن اعطاء شدن جایزه نوبل به وی، به خبرنگاران گفت: 
«دریافت این جایزه، در درجه نخست، افتخار بزرگی برای کشور اسرائیل است که به من و امثال من امکان داد این چنین رشد کنیم و دانش اندوزیم».

## باورهای سیاسی
عادا یونات در مصاحبه‌ای رادیویی با رادیو گلگلتز که متعلق به نیروهای دفاعی اسرائیل است، خواستار آزادی تمامی زندانیان فلسطینی و بازگرداندن آنان به مناطق خودگردان فلسطین شد. وی گفت: 
«تمام زندانیان، مستقل از اینکه معامله‌ای بر سر آزادی گیلعاد شلیط صورت گیرد یا نه باید آزاد شوند».
 وی هم‌چنین معتقد است که 
«اگر فلسطینی‌ها زندانی نشوند، در صدد ربودن اسرائیلی‌ها نیز بر نمی‌آیند».